# 小行星9161
小行星9161（9161 Beaufort）是一颗绕太阳运转的小行星，为主小行星带小行星。该小行星于1987年1月26日发现。

## 轨道参数
小行星9161的轨道半长轴为2.6577331 UA，离心率为0.133。